# 董宝亮
董宝亮（?—?），中国唐高宗时期的安西都护（669－671年）。
按《元和姓纂》载，董宝亮出身陇西董氏，“汉江都相董仲舒少子安，子孙自广川徙陇西。裔孙繇，生昭。昭七代孙德林，北齐匡城令，又居匡城。曾孙宝亮，安西都护、陇州刺史、天水公。生元质、元珍。”
宋《金石录》卷四收有《戎州刺史董宝亮碑》，该碑明确记载乃“咸亨四年立”，则董宝亮任安西都护时间必在此前，亦即前《全唐文·陶氏碑》之任职下限，而咸亨年号之前的年号就是总章二年，足以说明董宝亮任职安西都护兼西州都督的具体时间应在总章二年至咸亨二年间（669－671年）。